# 卡斯蒂列霍德涅斯塔
卡斯蒂列霍德涅斯塔，是西班牙卡斯蒂利亚-拉曼恰昆卡省的一个市镇。总面积28平方公里，总人口207人（2001年），人口密度7人/平方公里。